# Heinrich Wolfgang von Weizsäcker

Heinrich von Weizsäcker (1980)

Heinrich Wolfgang Freiherr von Weizsäcker (* 29. März 1947 in Zürich) ist ein deutscher Mathematiker. Er war bis zu seinem Eintritt in den Ruhestand 2012 Professor für Mathematik an der Technischen Universität Kaiserslautern.

## Leben
Heinrich Wolfgang von Weizsäcker entstammt dem pfälzisch-württembergischen Geschlecht Weizsäcker. Er wurde am 29. März 1947 als Sohn von Gundalena Wille und des Physikers und Philosophen Carl Friedrich von Weizsäcker geboren. Seine Brüder sind Carl Christian von Weizsäcker und Ernst Ulrich von Weizsäcker, seine Schwester ist Elisabeth Raiser. Sein Onkel war der Bundespräsident Richard von Weizsäcker.
Er promovierte und arbeitete dann unter anderem als Assistent, später als Privatdozent am mathematischen Institut der Universität München. Bis zu seinem Eintritt in den Ruhestand 2012 war er Professor für Mathematik an der Technischen Universität Kaiserslautern. Schwerpunkte in Forschung und Lehre bilden die mathematischen Gebiete der reellen und stochastischen Analysis, wozu er – unter anderem – publizierte.

## Privates
Er ist seit dem 13. Juli 1969 mit der Ärztin Dorothea Grassmann (* 1944) verheiratet und hat vier Kinder, darunter den Wirtschaftswissenschaftler Georg Weizsäcker.